# Paris-Toulouse-Paris

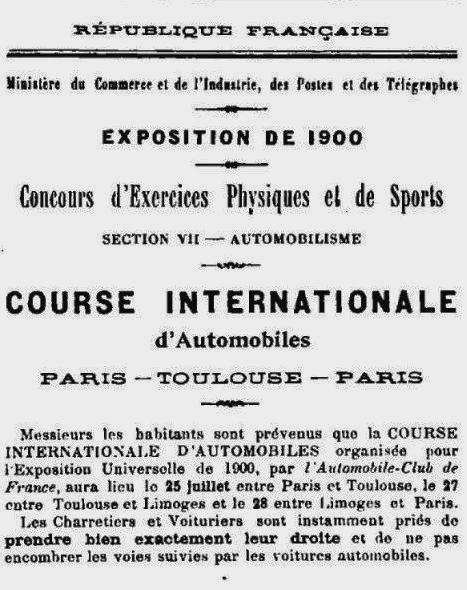
Affiche officielle de la course.

Paris-Toulouse-Paris est une course automobile organisée par l'Automobile Club de France en  1900. Elle est considérée comme étant le Ve Grand Prix automobile de l'ACF.

## Historique
Longue de 1 347 kilomètres, elle se tient finalement du 25 au 28 juillet dans le cadre de l'Exposition universelle de Paris en 1900, elle-même organisée lors des Jeux olympiques d'été de 1900. Trois catégories officielles sont reconnues par le règlement de 1899 de l'ACF: voitures, voiturettes, et motocycles.
Les participants partent initialement groupés de l'enceinte de Vincennes, pour se rendre à Montgeron. À chacune des trois étapes, les concurrents partent à un intervalle de deux minutes. 82 contrôles sont ouverts, et 21 centres d'agglomérations sont neutralisés avec les autres trajets routiers ouverts. Le lendemain de chaque parcours, les résultats de la veille sont affichés dans l'enceinte de l'Exposition de Vincennes. Après la première étape-marathon, une journée de repos est accordée le 26 juillet.
Alfred Velghe dit Alfred "Levegh" remporte l'épreuve et le prix de 8 000 FRF allant avec; le premier des voiturettes est Louis Renault, qui touche 4 000 FRF. Le vainqueur motocycliste empoche 2 000 F. Des 78 véhicules inscrits, 55 sont finalement partants et 21 se retrouvent à l'arrivée (18 officiellement classés, dont 8 voitures, 3 voiturettes, et 7 motocycles), l'organisation coûtant finalement 10 800 FRF. Le jury officialise les résultats le 15 août, sous la Présidence de M. G. Forestier (ingénieur des Ponts et Chaussées, vice-président le Comte Jules-Albert de Dion, et secrétaire le Comte Gaston de Chasseloup-Laubat).

## Parcours
- Première étape (25/07): Montgeron-Toulouse (vainqueur « Levegh »)
- Deuxième étape (27/07): Toulouse-Limoges (vainqueur « Pinson »)
- Troisième étape (28/07): Limoges-Montgeron (vainqueur « Pinson »)

(à l'arrivée finale, les rescapés se rendent à l'Exposition de Vincennes où leurs engins restent exposés durant cinq jours)

## Palmarès

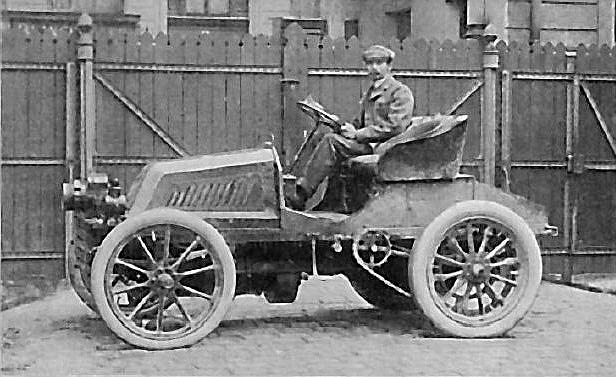
La Mors d'Alfred Levegh lors de sa victoire au Paris-Toulouse-Paris 1900.

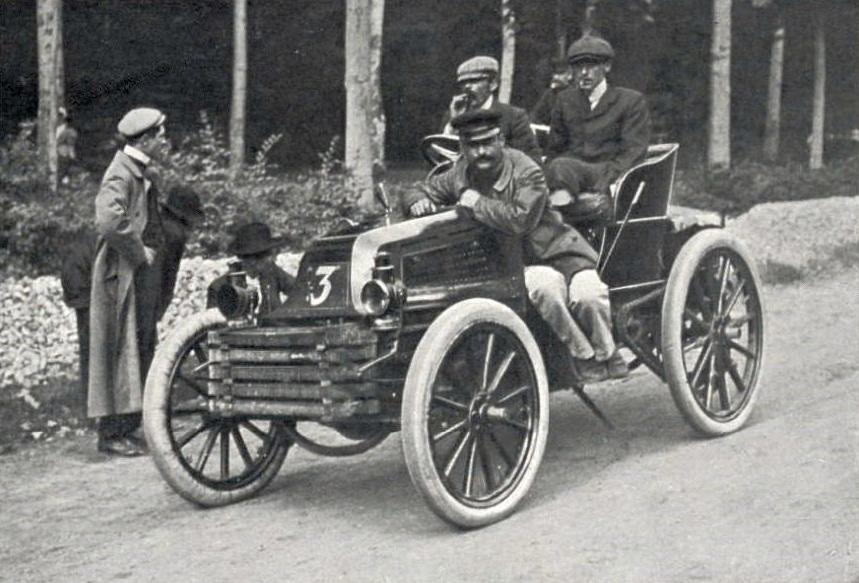
Le vainqueur, s'offrant le luxe d'un cigare avant le départ.

Le « Panhardiste » Pinson, vainqueur de deux étapes à Paris-Toulouse-Paris (ici en 1899 au TdF).

Émile Voigt troisième de Paris-Toulouse-Paris 1900, sur Panhard & Levassor (ici à Aubigny-sur-Nère).

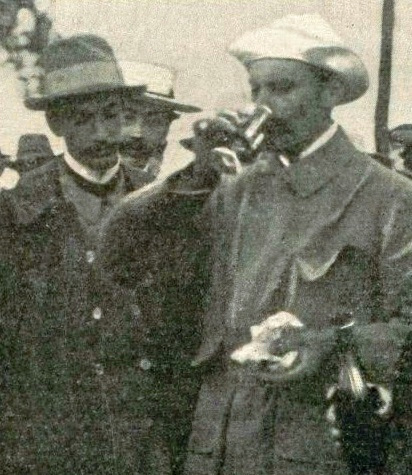
Levegh buvant, une fois victorieux de Paris-Toulouse-Paris 1900 (sur Mors, à sa droite le comte Gaston de Chasseloup-Laubat; l'un disparait en 1903, l'autre en 1904).

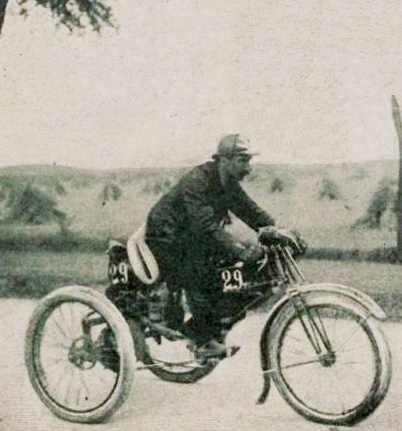
Georges Teste, vainqueur des cycles motorisés sur De Dion-Bouton et cinquième au général.

| Rang | no | Chauffeur                 | Voiture            | Temps                           | Catégorie (hors Heavy Cars) |
| ---- | -- | ------------------------- | ------------------ | ------------------------------- | --------------------------- |
| 1    | 6  | « Levegh »                | Mors               | 20 h 50 min 9 s                 | voiture                     |
| 2    | 13 | « Pinson »                | Panhard & Levassor | 22 h 11 min 1 s (+ 20 min 44 s) | voiture                     |
| 3    | 2  | Émile Voigt               | Panhard & Levassor | 22 h 11 min 51 s                | voiture                     |
| 4    | 4  | Étienne/François Giraud   | Panhard & Levassor | 22 h 55 min 32 s                | voiture                     |
| 5    | 29 | Georges Teste             | De Dion-Bouton     | 23 h 54 min 1 s                 | cycle à moteur              |
| 6    | 75 | Antony                    | Mors               | 26 h 46 min 27 s                | voiture                     |
| 7    | 31 | Victor Collignon          | De Dion-Bouton     | 27 h 28 min 32 s                | cycle à moteur              |
| 8    | 28 | Pierre Bardin             | De Dion-Bouton     | 28 h 0 min 26 s                 | cycle à moteur              |
| 9    | 25 | Louis Gasté               | Soncin             | 38 h 41 min 2 s                 | cycle à moteur              |
| 10   | 21 | Louis Renault             | Renault            | 34 h 33 min 38 s                | voiturette                  |
| 11   | 30 | « Gleizes »               | De Dion-Bouton     | 36 h 19 min 14 s                | cycle à moteur              |
| 12   | 15 | Baron Adrien de Turckheim | de Dietrich        | 37 h 35 min 36 s                | voiture                     |
| 13   | 62 | « Ravel »                 | Peugeot            | 41 h 0 min 29 s                 | voiture                     |
| 14   | 75 | « Fournier »              | De Dion-Bouton     | 42 h 59 min 19 s                | cycle à moteur              |
| 15   | 27 | Eugène Brillié            | Gobron-Brillié     | 43 h 30 min 8 s                 | voiture                     |
| 16   | 72 | « Schrader » et « Oury »  | Renault-Aster      | 45 h 49 min 35 s                | voiturette                  |
| 17   | 22 | « Grus »                  | Renault            | 57 h 24 min 43 s                | voiturette                  |
| 18   | 58 | « Durand »                | Soncin             | 70 h 31 min 40 s                | cycle à moteur              |
| 19   | 5  | Gilles Hourgières         | Mors               | ?                               | voiture                     |
| 20   | 64 | « Vial »                  | De Dion-Bouton     | ?                               | cycle à moteur              |
| 21   | 37 | Léon Demeester            | Aster              | ?                               | cycle à moteur              |

## Abandons
| Chauffeur                            | Véhicule                | Cause                                     |
| ------------------------------------ | ----------------------- | ----------------------------------------- |
| Voitures lourdes (plus de 400 kilos) |                         |                                           |
| René de Knyff                        | Panhard & Levassor      | crevaison                                 |
| Léonce Girardot                      | Panhard & Levassor      |                                           |
| Comte Bozon de Périgord              | Panhard & Levassor      |                                           |
| Léon Lefebvre                        | Bolide                  |                                           |
| « de Lorys »                         | Bolide                  |                                           |
| « Cuchelet »                         | Peugeot                 |                                           |
| « Gaveau »                           | Mors                    | tombé dans un fossé                       |
| « Huguet »                           | Peugeot                 |                                           |
| Selwyn Francis Edge                  | Napier                  |                                           |
| Voiturettes (200 à 400 kilos)        |                         |                                           |
| Marcel Renault                       | Renault                 | collision nocturne avec des cailloux      |
| « Mercier »                          | Gladiator               |                                           |
| Jean Corre                           | Fouillaron              |                                           |
| Louis Cottereau                      | Cottereau               | collision avec une charrette non éclairée |
| « Camus »                            | Teste & Moret           |                                           |
| Cycles motorisés                     |                         |                                           |
| Georges Osmont                       | Aster                   |                                           |
| « Levasseur »                        | De Dion-Bouton          |                                           |
| « Marcellin »                        | Buchet                  |                                           |
| Jean-Philippe Béconnais              | Soncin                  |                                           |
| « Joyeux »                           | Soncin                  |                                           |
| Henri Tart                           | De Dion-Bouton          |                                           |
| « Bonnard »                          | Werner Moto Bicyclettes |                                           |
| « Villemain »                        | Soncin                  |                                           |
| « de Lisle »                         | Soncin                  |                                           |
| Caillé                               | Battaillie              |                                           |
| « Perrault »                         | De Dion-Bouton          |                                           |
| « Laurens »                          | Soncin                  |                                           |
| « Bataillie »                        | Aster                   |                                           |
| « Clément »                          | Ardent                  |                                           |

## Récompenses de l'ACF
- Voitures du premier au quatrième: une médaille de vermeil (« Levegh »), une médaille d'argent (vitesse moyenne supérieure à 60 km/h - « Pinson » et Voigt, considérés comme ex-æquos par le jury), et une médaille de bronze (vitesse moyenne supérieure à 40 km/h - Giraud et Antony);
- Motocycles: vermeil à Testé, et bronze (vitesse moyenne supérieure à 40 km/h) à Collignon, Bardin et Gasté;
- Voiturettes: vermeil à L. Renault uniquement.